# Mandonismo
O mandonismo é um brasileirismo, usado em ciência política, filosofia e sociologia, para definir uma das características do exercício do poder por estruturas oligárquicas e personalizadas, ao longo da História do Brasil e que equivale, na literatura hispânica, ao chamado caciquismo.
O mandão - que é um potentado, chefe, ou coronel - é o indivíduo que, de posse do controle de recurso estratégico, como a propriedade da terra, adquire tal domínio sobre a população do território sob seu domínio que a impede de exercer livremente a política e o comércio.
Historicamente o mandonismo está presente no Brasil desde os primórdios da colonização como caractere da política tradicional, com tendência a desaparecer à medida que as conquistas da cidadania avançam; apesar da atual "convivência antagônica de dois modos de exercício de poder", registrada academicamente.